# غلوكوز ثنائي فوسفات اليوريدين
غلوكوز ثنائي فوسفات اليوريدين (بالإنجليزية: Uridine diphosphate glucose)‏ أو غوكوز ثنائي فوسفات-اليوراسيل (بالإنجليزية: Uracil-diphosphate glucose)‏ (غلوكوز-ثنائي فوسفات اليوريدين) هوَ سكر نوكليوتيدي صيغته الكيميائية C15H24N2O17P2، وهو يُشارك في تفاعلات ناقلة الغليكوزيل في الأيض.

## الوظيفة
يشترك جلوكوز ثنائي فوسفات اليوريدين في أيض السكريات النوكليوتيدية ، حيثُ يعمل كشكل نَشط للغلوكوز ويَعمل ركيزة لإنزيم ناقلة الغلوكوزيل.
يُعتبر غلوكوز ثنائي فوسفات اليوريدين سَليفة للغلايكوجين، ومن المُمكن أن يتحول إلى جلاكتوز ثنائي فوسفات اليوريدين وَ حمض الغلوكورونيك ثنائي فوسفات اليوريدين والتي من الممكن أن تستعمل كركائز عبر الإنزيمات التي تُصنع متعددات السكاريد التي تحتوي على جلاكتوز وَ حمض الغلوكورونيك.
كما من المُمكن أن يُستعمل سَليفة لسكروز عديد السكاريد الشحمي وَ الشحميات السفنغولية السكرية.

## المكونات
يتكون غلوكوز ثنائي فوسفات اليوريدين مِن مجموعة بيروفسفات وَسكر خماسي (بنتوز) ريبوزي وَغلوكوز وَقاعدة يوراسيل.